# エピタフ

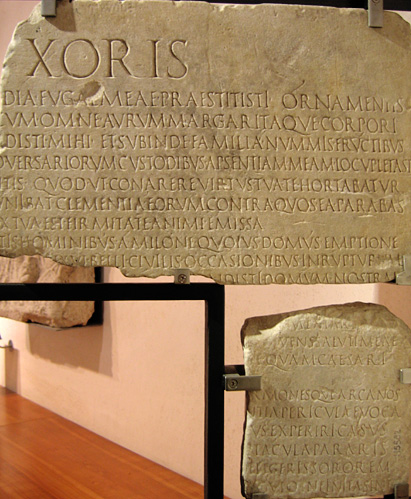
紀元前1世紀後半、夫が亡き妻トゥリアに贈った180行の碑文（Laudatio Turiae）

エピタフ（epitaph）とは墓碑銘を意味する語である。語源はギリシャ語で「墓の上に」を意味するエピタピオス（ἐπιτάφιος）から。
死者の生前の功績をたたえて墓石に刻まれ、古より詩の形式をとっている。優れた詩人は生前に自分のエピタフを詠んでいることもある。
古代エジプト（紀元前3千年紀）からある風習である。

## 有名なエピタフ

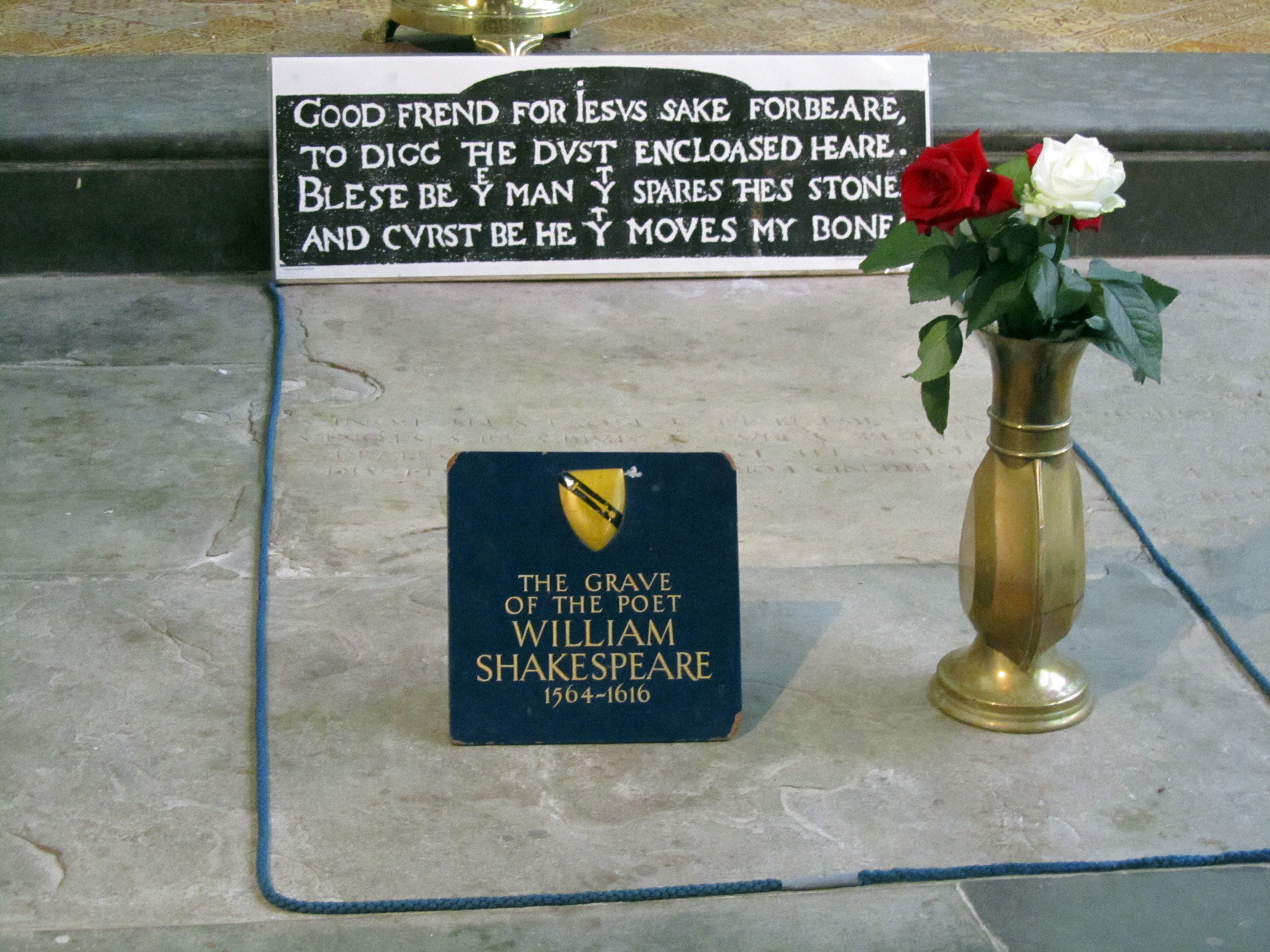
ウィリアム・シェイクスピアの墓

西暦3世紀の数学者ディオファントス（享年84歳）の墓碑銘の一部から
```
ディオファントスの人生は、6分の1が少年期、12分の1が青年期であり、その後に人生の7分の1が経って結婚し、結婚して5年で子供に恵まれた。ところがその子はディオファントスの一生の半分しか生きずに世を去った。自分の子を失って4年後にディオファントスも亡くなった。
```

英国の劇作家ウィリアム・シェイクスピアの墓より。
```
Good friend, for Jesus' sake forbear,

To dig the dust enclosed here.

Blest be the man that spares these stones,

But cursed be he that moves my bones.

訳「良き友よ、主の名によりて、ここに眠る遺骨を掘り起こすなかれ。
この墓石を動かさざる者に祝福を、わが骨を動かす者に呪いあれ
[
3
]
。」
```

ラテン語で書かれたエピタフ
```
tu fui ego eris

訳「かつて私はあなたでした。やがてあなたは私になる。」
```

戯作者 十返舎一九の墓碑銘
```
此世をば どりやおいとまに せん香と ともにつひには 灰左様なら
```